# Хоки-рю
Хоки-рю (яп. 伯耆流) или Катаяма Хоки-рю (яп. 片山伯耆流) — древняя школа кэндзюцу и иайдзюцу, японское классическое боевое искусство, основанное приблизительно в XVI веке мастером по имени Катаяма Хоки-но-Ками Фудзивара Хисаясу (яп. 片山伯耆守藤原久安, 1575—1650).

## История
Школа Хоки-рю была основана приблизительно в 1590-х годах (конец периода Муромати) мастером по имени Катаяма Хоки-но-Ками Фудзивара Хисаясу.
Зачастую можно встретить утверждения, что Катаяма Хоки-но-Ками был учеником Хаясидзаки Дзинсукэ (яп. 林 崎 甚 助), однако в документах рю говорится о том, что Хисаясу унаследовал восемнадцать тайных методов меча от своего дяди Катаямы Сёана. Кроме того, Катаяма был младшим братом Такэноути Хисамори (яп. 竹内久盛), основателя Такэноути-рю. В 1596 году он отправился в святыню Атаго (в Киото), где непрерывно тренировался и молился в течение семи дней и ночей. Как говорят, во время пророческого сна Катаяма прозрел и постиг тайны искусства иай. При помощи этого озарения и тех знаний, которые ему передал дядя, Хисаясу сформировал собственную школу фехтования.
В 1610 году Катаяма был вызван в королевский дворец для демонстрации своих способностей перед императором. Он воспроизвел технику Исэ-но-нами, полученную им от дяди, перед императором Го-Ёдзэй. За это его удостоили звания судьи и назначили губернатором провинции Хоки.
В 1650 году в возрасте 76 лет, Хисаясу умер в Ивакуни, префектура Ямагути.
По некоторым данным оригинальным названием школы на протяжении определённого промежутка времени было Иккан-рю (яп. 一贯 流). В семье Катаямы же стиль был известен как Катаяма-рю (яп. 片山流). Учение Хисаясу получило большую популярность в Кумамото, где его называли Хоки-рю и Катаяма Хоки-рю. В таком варианте оно и стало известным по всей Японии. На сегодняшний день школу, как правило, называют просто Хоки-рю.
Искусство передавалось в семье Катаямы (в Ивакуни) и Хосино (в Кумамото). В 1700-х годах 4-й сокэ Хоки-рю, Катаяма Хоки Кисанори, дал разрешение Хосино Какуэмону на открытие собственного додзё и преподавание традиций школы.
Во время Второй Мировой войны последний глава семьи Катаяма был убит, из-за чего прямая линия, известная как Катаяма-рю, вымерла и более не существует. Семья Хосино из Кумамото регулярно поддерживала связь с семьей Катаяма и большинство групп, практикующих Хоки-рю, являются выходцами из рода Хосино.

## Ответвления
Большинство современных ответвлений Хоки-рю происходят от семейства Хосино из Кумамото. На сегодняшний день искусство имеет внушительные группы практикующих в регионе Кюсю, Хиросиме и Кансае. Из дополнительных активных на сегодняшний день ответвлений выделяются Оно-ха Хоки-рю и Кумагай-ха Хоки-рю. Школа Оно-ха Хоки-рю была основана Оно Кумао (выходцем из семьи Хосино) и практикуется, в основном, под эгидой Всеяпонской Федерации Иайдо. Кумагай-ха Хоки-рю на сегодняшний день практикуется только  в одном додзё в северной части префектуры Кумамото.

## Техника
Взяв Исэ-но-нами в качестве базы, Хисаясу и более поздние поколения семьи Катаяма и Хосино разработали и ввели в арсенал школы более семидесяти техник с мечом. Многие из них были утеряны большинством современных ответвлений, практикующих Хоки-рю. В настоящее время пятнадцать базовых форм составляют основу почти всех ответвлений Хоки-рю (некоторые группы сохранили различные ката).
Эти 15 базовых форм разделяются на два уровня: Омотэ (6 техник) и Тюдан (9 техник). Большинство из них практикует из позиции сэйдза.

### Омотэ
Техники начального уровня:
1. Осаэ нуки (яп. 押え抜);
2. Котэ гири (яп. 小手切);
3. Кири цукэ (яп. 切付);
4. Нуки домэ (яп. 抜留);
5. Цуки домэ (яп. 突留);
6. Сихо-канэгири (яп. 四方金切).

### Тюдан
Техники среднего уровня:
1. Хидза дзумэ (яп. 膝詰);
2. Мунэ но катана (яп. 胸之刀);
3. Оккакэ нуки (яп. 追掛抜)';
4. Каэри нуки (яп. 返り抜);
5. Исса соку (яп. 一作足);
6. Муко-дзумэ (яп. 向詰);
7. Нага рока (яп. 長廊下);
8. Киссаки гаэси (яп. 切先返);
9. Сино дзумэ (яп. 四方詰).